# General Pizarro
General Pizarro är en ort i Argentina.   Den ligger i provinsen Salta, i den norra delen av landet, 1 300 km norr om huvudstaden Buenos Aires. General Pizarro ligger 369 meter över havet och antalet invånare är 6 500.
Terrängen runt General Pizarro är platt, och sluttar brant österut. Runt General Pizarro är det mycket glesbefolkat, med 2 invånare per kvadratkilometer.. Det finns inga andra samhällen i närheten.
I omgivningarna runt General Pizarro växer i huvudsak lövfällande lövskog.